# Едберт III (король Кенту)
Едберт III (давн-англ. Eadberht III; ? — після 798) — король Кенту у 796—798 роках.

## Життєпис
Походив з династії Ескінгів. Про дату народження нічого невідомо. Замолоду став священником, отримавши ім'я Прен. У 785 році після захоплення Кенту мерсійським королем Оффою, втік з королівства до двору франкського володаря Карла Великого.
Після смерті Оффи у 796 році Прен повернувся до Кенту, де підняв повстання проти влади мерсійців. Цьому сприяв розгардіяш, що почався в тамтешньому королівстві. Промерсійськи налаштований архієпископ Кентерберійський Етельхерд втік до Мерсії. Прен став королем під ім'ям Едберт III.
797 року за зверненням Кенвульфа, короля Мерсії, папа римський Лев III заперечив можливість Едберта III обіймати трон Кента, оскільки він не позбавився духовного сану. Це дало юридичне право королю Мерсії розпочату військову кампанію проти кентського короля. Незабаром папа римський відлучив Едберта III від церкви.
У 798 році Кенвульф рушив проти Кенту, завдавши поразки тамтешньому королю. За однією версією Кенвульф Мерсійський засліпив Едберта III та відрубав тому руку, запроторивши до фортеці. Дата його смерті невідома. Новим королем став брат Кенвульфа — Кутред.